# Єжув (Єнджейовський повіт)
Єжув (пол. Jeżów) — село в Польщі, у гміні Сендзішув Єнджейовського повіту Свентокшиського воєводства.
Населення — 199 осіб (2011).
У 1975-1998 роках село належало до Келецького воєводства.

## Демографія
Демографічна структура на день 31 березня 2011 року:
|          | Загалом | Допрацездатний вік | Працездатний вік | Постпрацездатний вік |
| -------- | ------- | ------------------ | ---------------- | -------------------- |
| Чоловіки | 101     | 17                 | 66               | 18                   |
| Жінки    | 98      | 20                 | 46               | 32                   |
| Разом    | 199     | 37                 | 112              | 50                   |